# Vitrerie

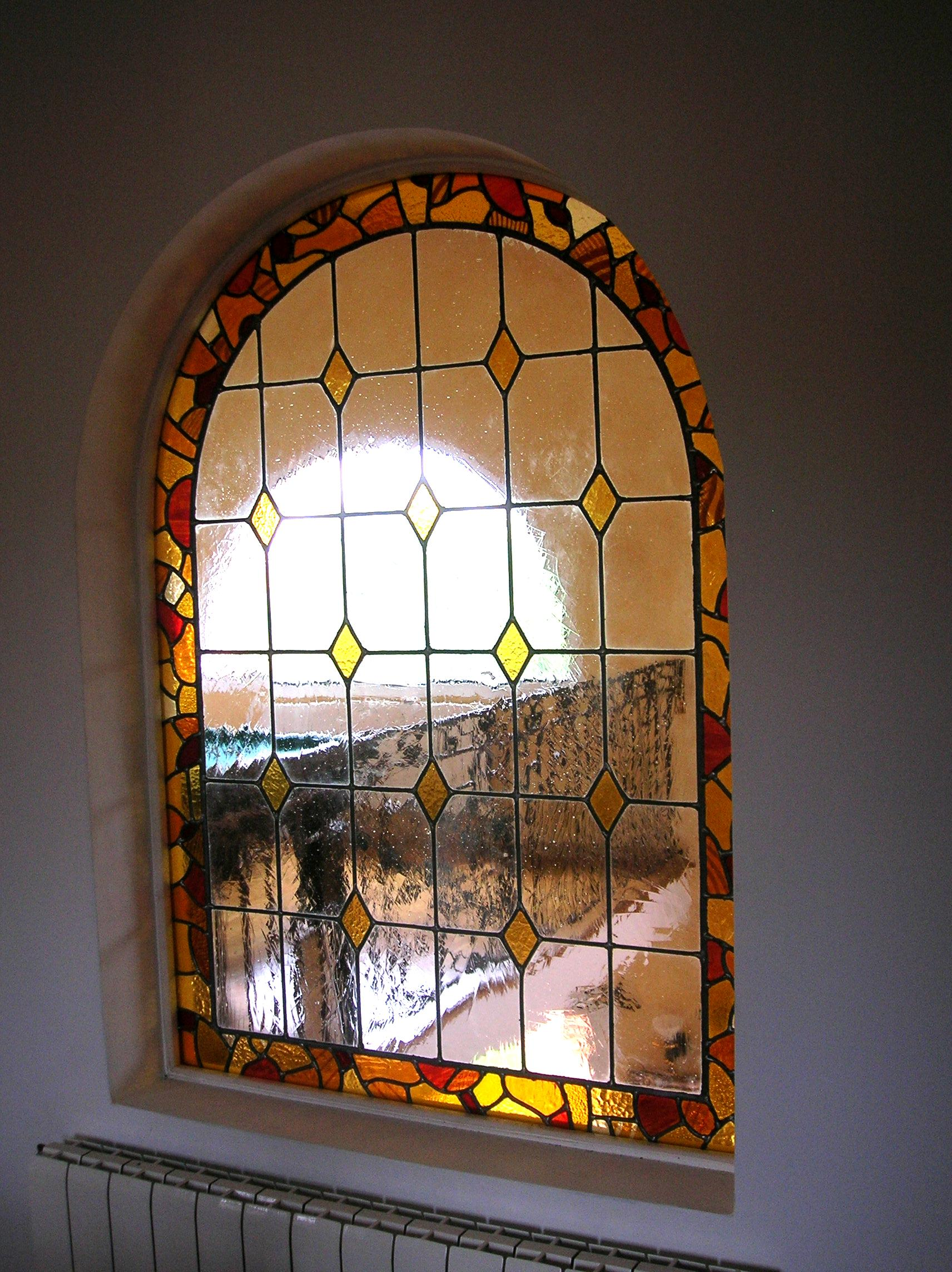
Vitrerie en vitrail

La vitrerie est l'art du vitrier ainsi que le nom de son commerce. Par extension, la vitrerie est aussi l'ensemble des marchandises qui sont l’objet de ce commerce.
La vitrerie s'occupait essentiellement de verre simple qu'elle fabriquait, commercialisait et posait. Par la suite elle s'occupa de miroiterie, cette sous-branche qui s'occupe d'abord des miroirs, ensuite plus largement des verres transformés tels les verres armés, verres feuilletés. Le métier de la « miroiterie » ainsi que le terme lui-même, tend alors à éclipser celui de « vitrerie ».
La vitrerie subit la concurrence de la serrurerie dans la pose des châssis de fenêtre, ce qui l'oblige à s'occuper également de la fabrication et de la commercialisation des châssis. C'est un corps de métier à part entière dans les spécialités du bâtiment.
En construction, la vitrerie inclut donc la fourniture et la pose des feuillures, la fixation via les cales à vitrage et parcloses ainsi que l'étanchéité via des mastics et joints plastiques.
Dans l'art du vitrail, un vitrail est appelé vitrerie lorsque son dessin est géométrique et répétitif.
Le verre, qui fut longtemps soufflé, est à partir du XVIIe siècle coulé.

## La fabrication auXIXesiècle
Le verre peut se modifier presque à l'infini relativement à son poids à sa dureté à sa couleur à l'aide de différents oxydes métalliques. Les verres employés dans la vitrerie proprement dite sont :
- Le verre en manchon verre à vitres dit verre d'Alsace
- Le verre en table ou à vitres dit blanc ou de Bohême
- Le verre double
- Le verre à glaces
- Le verre dépoli
- Le verre cannelé
- Le verre mousseline
- Les verres colorés